# Кошарка на Летњим олимпијским играма 2020 — Олимпијски квалификациони турнир за мушкарце у Викторији
Олимпијски квалификациони турнир у кошарци за мушкарце 2020. је једно од четири квалификациона турнира. Такмичење почиње 29. јуна, а завршава се финалном утакмицом 4. јула 2021. у Викторији у Канади. Чешка се као победник турнира пласирала на Олимпијске игре.
Турнир је одложен због пандемије вируса корона, неће се одиграти 2020. него 2021, након што су одложене и Летње олимпијске игре у Токију.

## Репрезентације
| Репрезентација | Квалификовани путем                   | Датум квалификовања | Ранг на ФИБА листи |
| -------------- | ------------------------------------- | ------------------- | ------------------ |
| Канада         | 21. место на Светском првенству 2019. | 15. септембар 2019. | 21. место          |
| Грчка          | 11. место на Светском првенству 2019. | 15. септембар 2019. | 7. место           |
| Чешка          | 6. место на Светском првенству 2019.  | 15. септембар 2019. | 10. место          |
| Турска         | 20 место на Светском првенству 2019.  | 15. септембар 2019. | 15. место          |
| Кина           | Позивница                             | 19. септембар 2019. | 26. место          |
| Уругвај        | Позивница                             | 19. септембар 2019. | 43. место          |

## Дворана
| Викторија                      | ВикторијаКошарка на Летњим олимпијским играма 2020 — Олимпијски квалификациони турнир за мушкарце у Викторији на карти Канаде |
| Меморијални центар у Викторији | ВикторијаКошарка на Летњим олимпијским играма 2020 — Олимпијски квалификациони турнир за мушкарце у Викторији на карти Канаде |
|                                | ВикторијаКошарка на Летњим олимпијским играма 2020 — Олимпијски квалификациони турнир за мушкарце у Викторији на карти Канаде |
| Капацитет: 7.400               | ВикторијаКошарка на Летњим олимпијским играма 2020 — Олимпијски квалификациони турнир за мушкарце у Викторији на карти Канаде |

## Прелиминарна рунда

### Група А
| Табела        | ИГ | Д | И | КД  | КП  | КР  | Бод. | Коментари            |
| ------------- | -- | - | - | --- | --- | --- | ---- | -------------------- |
| 1. Канада (Д) | 2  | 2 | 0 | 206 | 170 | +36 | 4    | Пласман у полуфинале |
| 2. Грчка      | 2  | 1 | 1 | 196 | 177 | +19 | 3    | Пласман у полуфинале |
| 3. Кина       | 2  | 0 | 2 | 159 | 214 | -55 | 2    | Елиминација          |

| 30. јун 2021. | Грчка                                                        | 91–97                                 | Канада                                                 | Викторија                                                                      |  |
| 01:05         | Четвртине: 23:19, 27:27, 21:28, 20:23                        | Четвртине: 23:19, 27:27, 21:28, 20:23 | Четвртине: 23:19, 27:27, 21:28, 20:23                  |                                                                                |  |
|               | Поени: Митоглу 14 Скокови: Митоглу 10 Асистенције: Калатес 9 | Извештај                              | Поени: Вигинс 23 Скокови: Пауел 7 Асистенције: Џозеф 6 | Арена: Меморијални центар Судије: Антонио Конде, Стивен Андерсон, Луис Кастиљо |  |

| 1. јул 2021. | Канада                                                 | 109–79                                | Кина                                           | Викторија                                                                          |  |
| 01:05        | Четвртине: 27:19, 32:27, 20:19, 30:14                  | Четвртине: 27:19, 32:27, 20:19, 30:14 | Четвртине: 27:19, 32:27, 20:19, 30:14          |                                                                                    |  |
|              | Поени: Вигинс 20 Скокови: Пауел 9 Асистенције: Џозеф 7 | Извештај                              | Поени: Ху 24 Скокови: Шен 8 Асистенције: Зао 5 | Арена: Меморијални центар Судије: Александар Глишић, Леандро Лезкано, Луис Кастиљо |  |

| 2. јул 2021. | Кина                                           | 80–105                                | Грчка                                                          | Викторија                                                                       |  |
| 01:05        | Четвртине: 14:28, 18:24, 27:24, 21:29          | Четвртине: 14:28, 18:24, 27:24, 21:29 | Четвртине: 14:28, 18:24, 27:24, 21:29                          |                                                                                 |  |
|              | Поени: Ху 16 Скокови: Зоу 10 Асистенције: Ху 5 | Извештај                              | Поени: Ларенцакис 21 Скокови: Митоглу 7 Асистенције: Калатес 8 | Арена: Меморијални центар Судије: Антонио Конде, Луис Кастиљо, Ахмед Ал-Шуваили |  |

### Група Б
| Табела        | ИГ | Д | И | КД  | КП  | КР  | Бод. | Коментари            |
| ------------- | -- | - | - | --- | --- | --- | ---- | -------------------- |
| 1. Канада (Д) | 2  | 2 | 0 | 206 | 170 | +36 | 4    | Пласман у полуфинале |
| 2. Грчка      | 2  | 1 | 1 | 196 | 177 | +19 | 3    | Пласман у полуфинале |
| 3. Кина       | 2  | 0 | 2 | 159 | 214 | -55 | 2    | Елиминација          |

| 30. јун 2021. | Уругвај                                                        | 86–95                                 | Турска                                                 | Викторија                                                                              |  |
| 04:35         | Четвртине: 22:27, 15:16, 26:18, 23:34                          | Четвртине: 22:27, 15:16, 26:18, 23:34 | Четвртине: 22:27, 15:16, 26:18, 23:34                  |                                                                                        |  |
|               | Поени: Грејнџер 25 Скокови: Калфани 8 Асистенције: Грејнџер 10 | Извештај                              | Поени: Осман 27 Скокови: Осман 9 Асистенције: Тункер 5 | Арена: Меморијални центар Судије: Александар Глишић, Леандро Лезкано, Ахмед Ал-Шуваили |  |

| 1. јул 2021. | Турска                                                              | 87–70                                   | Чешка                                                             | Викторија                                                                      |  |
| 04:35        | Четвртине: '17:14, 28:24, 18:16, '24:16                             | Четвртине: '17:14, 28:24, 18:16, '24:16 | Четвртине: '17:14, 28:24, 18:16, '24:16                           |                                                                                |  |
|              | Поени: Коркмаз 20 Скокови: Шенгун, Јуртсевен 7 Асистенције: Осман 6 | Извештај                                | Поени: Саторански 15 Скокови: Весели 11 Асистенције: Саторански 6 | Арена: Меморијални центар Судије: Антонио Конде, Стивен Андерсон, Борис Крејић |  |

| 2. јул 2021. | Чешка                                                             | 80–79                                 | Уругвај                                                                   | Викторија                                                                          |  |
| 04:35        | Четвртине: 19:20, 26:17, 22:20, 13:22                             | Четвртине: 19:20, 26:17, 22:20, 13:22 | Четвртине: 19:20, 26:17, 22:20, 13:22                                     |                                                                                    |  |
|              | Поени: Саторански 19 Скокови: Балвин 11 Асистенције: Саторански 8 | Извештај                              | Поени: Фитипалдо, Грејнџер 22 Скокови: Грејнџер 7 Асистенције: Грејнџер 7 | Арена: Меморијални центар Судије: Стивен Андерсон, Александар Глишић, Борис Крејић |  |

## Елиминациона рунда
|  | Полуфинале    | Полуфинале |        |    | Финале | Финале |
|  |               |            |        |    |        |        |
|  | 3. јул        |            |        |    |        |        |
|  |               |            |        |    |        |        |
|  | Канада        | 101        |        |    |        |        |
|  | Канада        | 101        | 4. јул |    |        |        |
|  | Чешка (Прод.) | 103        |        |    |        |        |
|  | Чешка (Прод.) | 103        | Чешка  | 97 |        |        |
|  | 3. јул        |            | Чешка  | 97 |        |        |
|  |               | Грчка      | 72     |    |        |        |
|  | Турска        | Грчка      | 72     | 63 |        |        |
|  | Турска        |            |        | 63 |        |        |
|  | Грчка         | 81         |        |    |        |        |
|  | Грчка         | 81         |        |    |        |        |

### Полуфинале
| 3. јул 2021. | Канада                                                 | 101–1030(OT)                                          | Чешка                                                 | Викторија                                                                          |  |
| 22:05        | Четвртине: 27:29, 17:23, 16:15, 34:27, Продужеци: 7:9  | Четвртине: 27:29, 17:23, 16:15, 34:27, Продужеци: 7:9 | Четвртине: 27:29, 17:23, 16:15, 34:27, Продужеци: 7:9 |                                                                                    |  |
|              | Поени: Барет 23 Скокови: Лајлс 11 Асистенције: Барет 6 | Извештај                                              | Поени: Шилб 31 Скокови: Балвин 19 Асистенције: Шилб 7 | Арена: Меморијални центар Судије: Александар Глишић, Леандро Лезкано, Луис Кастиљо |  |

| 4. јул 2021. | Турска                                                  | 63–81                                | Грчка                                                         | Викторија                                                                      |  |
| 01:35        | Четвртине: 22:8, 12:19, 13:24, 16:30                    | Четвртине: 22:8, 12:19, 13:24, 16:30 | Четвртине: 22:8, 12:19, 13:24, 16:30                          |                                                                                |  |
|              | Поени: Коркмаз 20 Скокови: Осман 7 Асистенције: Осман 3 | Извештај                             | Поени: Калатес 18 Скокови: Папађанис 13 Асистенције: Слукас 9 | Арена: Меморијални центар Судије: Антонио Конде, Стивен Андерсон, Борис Крејић |  |

### Финале
| 5. јул 2021. | Чешка                                                          | 97–72                                 | Грчка                                                                                  | Викторија                                                                      |  |
| 01:05        | Четвртине: 32:22, 18:21, 31:11, 16:18                          | Четвртине: 32:22, 18:21, 31:11, 16:18 | Четвртине: 32:22, 18:21, 31:11, 16:18                                                  |                                                                                |  |
|              | Поени: Ауда 20 Скокови: Балвин, Весели 8 Асистенције: Ширина 6 | Извештај                              | Поени: Папајанис 14 Скокови: Митоглу, Рогкавопулос 4 Асистенције: Калатес, Кацивелис 3 | Арена: Меморијални центар Судије: Антонио Конде, Стивен Андерсон, Борис Крејић |  |

## Коначне позиције
| # | Репрезентација | П–И | Напомена                               |
| - | -------------- | --- | -------------------------------------- |
| 1 | Чешка          | 3—1 | Квалификовани на Олимпијске игре 2020. |
| 2 | Грчка          | 2—2 |                                        |
| 3 | Канада         | 2—1 |                                        |
| 4 | Турска         | 2—1 |                                        |
| 5 | Уругвај        | 0—2 |                                        |
| 6 | Кина           | 0—2 |                                        |